# Henri Badoux
Pour les articles homonymes, voir Badoux.
Ne doit pas être confondu avec Henri Badoux (botaniste).
Henri Badoux, né le 17 juillet 1909 à Aigle et mort le 13 octobre 1997 dans la même ville, est un homme politique suisse membre du parti radical-démocratique.

## Biographie
Henri Badoux fréquente le collège d'Aigle. En 1940, il reprend l'entreprise viticole fondée par son père Henri en 1908. Il est conseiller communal à Aigle de 1941 à 1949, puis syndic de 1950 à 1956. Henri Badoux est aussi député au Grand Conseil du canton de Vaud de 1949 à 1953 et siège au Conseil national de 1951 à 1959. Il fonde la Confrérie du Guillon et le Comité des encaveurs suisses, et est président de la Cave vaudoise et de l'Union des négociants en vin Vaud-Fribourg. Il est aussi membre des Conseils de la Confrérie des vignerons à Vevey. Il devient bourgeois d'honneur d'Aigle en 1983 et remet l'entreprise viticole à son fils en 1991. Il décède le 13 octobre 1997.